# Kevin Toth
Kevin Toth (* 29. Dezember 1967) ist ein ehemaliger US-amerikanischer Kugelstoßer.
1993 wurde er Neunter bei den Weltmeisterschaften in Stuttgart, 1995 Zwölfter bei den Hallenweltmeisterschaften in Barcelona und 1997 Siebter bei den Weltmeisterschaften in Athen.
Beim Finale der Weltmeisterschaften 1999 in Sevilla gelang ihm kein gültiger Versuch.
2003 belegte er bei den Weltmeisterschaften in Paris/Saint-Denis den vierten Platz, wurde aber nachträglich disqualifiziert, nachdem bei seinem Dopingtest von den US-Meisterschaften 2003, wo er den Titel gewonnen hatte, die Substanzen Tetrahydrogestrinon und Modafinil entdeckt wurden. Toth wurde für zwei Jahre gesperrt.
1994 und 2003 wurde er US-Hallenmeister.

## Persönliche Bestleistungen
- Kugelstoßen: 22,67 m, 19. April 2003, Lawrence
  - Halle: 21,70 m, 11. Januar 2003, Kent